# Rothschild-getijdenboek

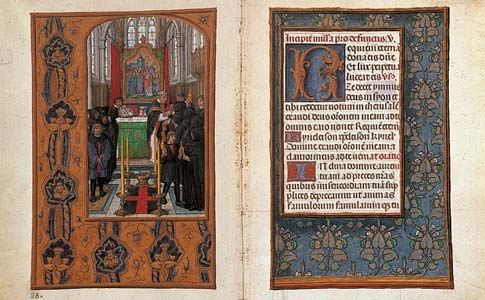
Rothchild Getijdenboek, Verluchte pagina bij een dodenmis

Het Rothschild Getijdenboek  (dezelfde naam, in het Engels de Rothchild Hours, wordt ook gebruikt voor een aantal andere werken), is een belangrijk Vlaams verlucht getijdenboek volgens het liturgisch gebruik van Rome, gemaakt tussen ca. 1505 en 1510 en verlucht door een aantal bekende Vlaamse miniaturisten. Het bevindt zich nu in een privécollectie, maar was na de Tweede Wereldoorlog ondergebracht in de Österreichische Nationalbibliothek  in Wenen als Codex Vindobonensis Series Nova 2844. Sinds de verkoop bij Christie’s in 1999 was dit boek het duurste verlucht manuscript ooit verkocht op een veiling.

## Beschrijving
Het manuscript heeft 252 genummerde perkamenten folia van 228 × 160 mm groot en een perkamenten schutblad voor- en achteraan. Het is geschreven met zwarte inkt in een gotisch schrift in één kolom van 18 lijnen, volgens Trenkler door één scribent. Het tekstblok is 118 × 72 mm groot. De tekst is in het Latijn en voor Romeins gebruik. Naast vijf kleinere miniaturen telt het handschrift 67 volblad miniaturen telkens met een versierde marge. De margeversiering is zeer divers, men vindt naast de klassieke acanthusranken Gent-Brugse strooiranden met bloemen, insecten dieren en figuren, architecturale boorden in camaïeu. Er werd ook gebruikgemaakt van een “valse” volblad miniatuur waarover het tekstblok of de hoofdminiatuur geplaatst wordt zodat de tekst in een landschap wordt geplaatst of de eigenlijke miniatuur gesitueerd wordt in een gepast kader. Ook textielpatronen en geometrische patronen versierd met bloemen of juwelen komen enkele malen voor. De tegenoverliggende bladzijde van een volbladminiatuur heeft ook steeds versierde marges en alle gebeden beginnen met een versierde initiaal samengesteld uit acanthus ranken van vijf of zes lijnen hoog.
De kalenderbladzijden zijn omlijst met architecturale boorden en medaillons met heiligenbeelden in camaïeu. Bovenaan is het dierenriemteken van de maand geschilderd en onderaan in de bas de page een tafereel dat de werken of lusten van de maand voorstelt. De kalender is van het Vlaamse type, dit wil zeggen dat niet voor alle dagen van de maand een feestdag of heiligndag is opgegeven.

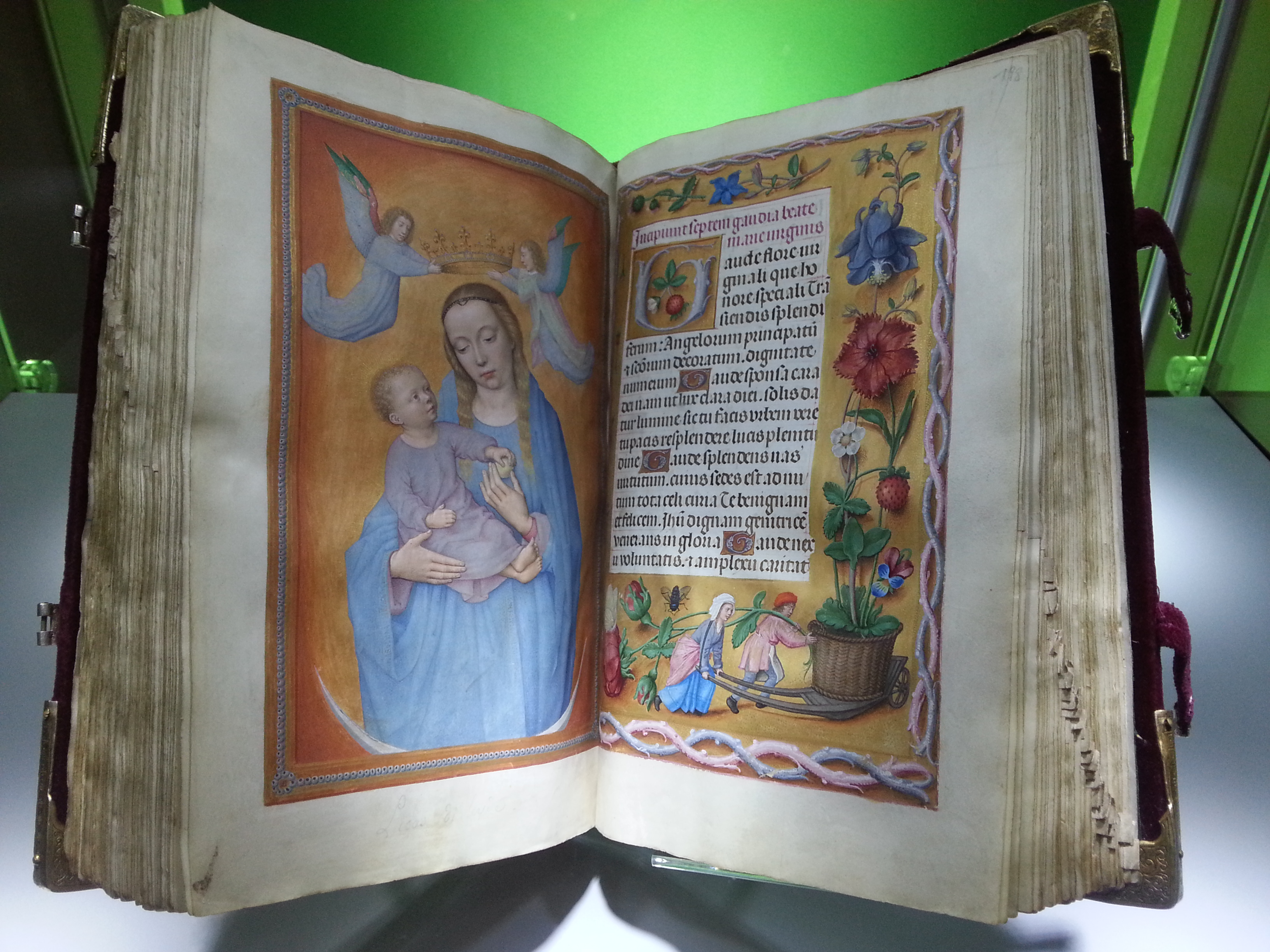
Rothschild getijdenboek f197v, Maagd met Kind, Gerard David.

## Geschiedenis
Het Rothchild-getijdenboek maakt deel uit van een groep van rijkelijk verluchte manuscripten die tot stand kwamen in de periode van 1490 tot 1520. Deze handschriften kwamen tot stand dankzij de samenwerking van verschillende bekende meesters en hun ateliers. Andere handschriften die tot de productie van die zogenaamde Gent_Brugse school kunnen worden gerekend zijn onder meer: het Spinola-getijdenboek, het Breviarium-Grimani en het Breviarium Mayer van den Bergh. Niets in het handschrift laat toe van de originele opdrachtgever te bepalen er zijn geen wapenschilden, emblemen of deviezen terug gevonden die een aanwijzing zouden kunnen geven. Het enige element dat enig verband met de originele opdrachtgever zou kunnen aantonen zijn de beelden van Vincentius, Benedictus, Antonius van Padua en twee gebeden tot de Heilige Maagd (ff.239-246v) die blijkbaar wijzigingen zijn aan het originele manuscript, geschreven door een andere scribent dan de voorafgaande en volgende gebeden.
In de zestiende eeuw zou het boek in het bezit geweest zijn van het Huis Wittelsbach en daarna in de Biblioteca Palatina te Heidelberg.  De Palatina werd samen met de universiteitsbibliotheek van Heidelberg door Maximiliaan van Beieren aan paus Gregorius XV geschonken na de verovering van Heidelberg op de protestanten. Maar na de opheffing van de Biblioteca Palatina in 1623 is er geen spoor meer van het handschrift tot het in de late 19e eeuw (1886) weer opduikt in de collectie van de Weense tak van de Rothschild familie. 
Vandaag wordt de these over het huis Wittelsbach, meer precies aan hertog Ernst von Wittelsbach en de bibliotheek van de Paltsgraven in Heidelberg in vraag gesteld. De toewijzing was gebaseerd op de wapenschilden op de sloten van het manuscript maar modern onderzoek heeft uitgewezen dat het beslag van het handschrift moet toegewezen worden aan de kring van de goudsmid Wenzel Jamnitzer (†1585) uit Neurenberg. In het handschrift zijn een aantal miniaturen te vinden van heiligen die een boek vasthouden gebonden in rood fluweel en met verguld beslag. Mogelijk wordt hier het handschrift afgebeeld zoals het er in de zestiende eeuw uitzag en werd het huidige beslag toegevoegd in de 19e eeuw.
Na de Anschluss, de annexatie van Oostenrijk door nazi-Duitsland in 1938, werd het boek in beslag genomen bij Louis Nathaniel von Rothschild. Na de Tweede Wereldoorlog werden in Oostenrijk wetten van kracht die de export van belangrijk kunstwerken verbood met de bedoeling de Rothschilds te dwingen een aantal kunstwerken, waarbij dit gebedenboek, te “schenken” aan de Oostenrijkse staat. In ruil kregen ze dan de toelating om een aantal andere kunstwerken te exporteren. Onder internationale druk werd het handschrift en een aantal andere kunstwerken in 1999 door de Oostenrijkse staat aan de rechtmatige eigenaars teruggegeven. Het boek werd op een veiling bij Christie's in maart 1999 verkocht voor £ 8.500.000 (toen ca. 12,5 milj. euro). Op 29 januari 2014 werd het boek opnieuw aangeboden op een veiling bij Christie’s in New York. Bij deze nieuwe verkoop werd het afgehamerd op $ 13,6 miljoen of “slechts” ca. 12,5 miljoen euro.

## Inhoud
Inhoud volgens faksimile
- ff. 1v-7r: Kalender
- ff. 9r-9v: Gebed tot het heilige Aangezicht van Christus;
- ff. 10v-79r: Korte getijden voor de weekdagen en missen.
  - Zondagsgetijden en mis van de Heilige Drievuldigheid (f.11r)
  - Maandaggetijden van de doden en requiem mis (f.22v)
  - Dinsdaggetijden en mis van de Heilige geest (f.32v)
  - Woensdaggetijden en mis van alle Heiligen (f.41v)
  - Donderdaggetijden en mis van het Heilig Sacrament (f.51r beginblad, f50 ontbreekt)
  - Vrijdaggetijden en mis van het Heilig Kruis (f.59v)
  - Zaterdaggetijden en mis van de Heilige Maagd (f.69v)
- ff.79v-83r: Uittreksels uit de evangelies
  - Johannes (f.79v)
  - Lucas (f.80v)
  - Mattheus (f.81v)
  - Marcus (f.83r)
- ff. 84v-133v: Getijden van de Heilige Maagd

met volbladminiatuur bij het begin van de metten (f.85) , lauden (f.100), priem (f.109) , terts (f.113), sext (f.117) , none (f.121), vespers (f.125) en completen (f.131).
- ff.134v-140v: Officie van de Heilige maagd te reciteren bij de vespers gedurende de Advent.
- ff.142r-146v: Obsecro te (f. 142r) en O Intemerata (f.145r)
- ff.147v-163v: Boetepsalmen en Litanie van alle Heiligen
- ff.164v-196v: Dodenofficie
- ff.197v-199r: De zeven vreugden van de Maagd Maria
- ff.199v-200r: Gebeden tot de Heilige Naam van Jezus
- ff.201v-203r: Aflaatgebeden van Gregorius de Grote  - O Domine ih[es]u xp[rist]e adoro te in cruce
- ff.203v-243v: Suffragia (gebeden tot de heiligen) met 37 volblad miniaturen

Een opvallende bijzonderheid is dat op het einde van deze sectie na de gebeden voor de martelaressen en voor Allerheiligen, gebeden tot drie heiligen zijn toegevoegd namelijk Vincentius, Antonius van Padua en Benedictus, (ff.239-243v) en twee gebeden tot de Heilige Maagd (ff.244 - 246v). Deze toevoegingen zijn misschien gebeurd op vraag van de originele opdrachtgever zoals al vermeld in de sectie “Historie”.
- f.244r: Aflaatgebed tot de Heilige Maagd - Ave sanctissima maria mater dei regina celi
- ff.246r-246v Hymne van Sint Bernardus - Ave maris stella dei mater alma
- ff.247-249v: Geloofsbelijdenis van Athanasius

## Miniaturisten
Het Rothschild-getijdenboek kan wat de stijl van de verluchting betreft zeer goed vergeleken worden met het Grimani-brevier. De bijzonderste miniaturist van het getijdenboek is de artiest die aangeduid wordt met de noodnaam Meester van Jacobus IV van Schotland. Sommige kunsthistorici vereenzelvigen hem met de bekende kunstenaar Gerard Horenbout maar anderen zijn het daar niet mee eens. Naast de Jacobusmeester was de Maximiliaan-meester een van de kunstenaars die aan het handschrift bijdroegen. Ook deze anonieme meester wordt dikwijls vereenzelvigd met de wel bekende Alexander Bening maar ook deze associatie wordt door anderen in vraag gesteld.
Van de Jacobusmeester zouden onder meer de miniaturen in het eerste deel van het getijdenboek zijn, de illustraties bij de korte weekgetijden en de missen die erbij horen (ff.10v-79r). Omdat er geen standaard iconografie voor deze vrij zeldzame getijden bestond was de artiest verplicht zelf de nodige afbeeldingen te bedenken. Hij maakte voor elk onderdeel in deze sectie een miniatuur die een bepaald moment van de gevierde mis illustreert. Dit leidde tot een serie van taferelen die een prachtige illustratie vormen van de toenmalige liturgieviering.
Aan de Maximiliaanmeester (of Alexander Bening) worden een aantal zeer mooie en verfijnde miniaturen toegeschreven onder meer een Madonna met kind en engelen (f69v), de Evangelist Johannes (f206v), de Kuise Suzanna (f234v) en de heilige Hieronymus (f221v) zijn zeer vergelijkbaar met de miniaturen in de Hastings-getijdenboek, algemeen gezien als een van de belangrijke werken van deze meester.
Ook Simon Bening de zoon van Alexander, zou hebben meegewerkt aan dit getijdenboek. Van hem zou onder meer het Visioen van Sint Bernardus (f245v) zijn.
Aan Gerard David wordt de Madonna met kind op de wassende maan op f197v toegewezen. Maar ook de Heilige Catharina en de Heilige Clara worden beschouw als werk van David. Ze zijn touwens zeer vergelijkbaar met dezelfde heiligen toegewezen aan David in het Breviarium Mayer van den Bergh. Gerard David wordt meer en meer gezien als een belangrijke figuur in de late bloeiperiode van de miniatuurkunst in Vlaanderen.
Een laatste miniaturist die aan het handschrift zou meegewerkt hebben is de Meester van de gebedenboeken omstreeks 1500. De miniatuur met het kerstgebeuren op f108v zou van zijn hand zijn terwijl de scènes met dansende herders op f109r en de boordillustratie van f108v van de hand van de Maximiliaanmeester zou zijn.